# 兴国路站
兴国路站是青岛地铁1号线的地铁车站，位于中华人民共和国山东省青岛市李沧区重庆中路与兴国路交叉口北侧，于2020年12月24日开通。

## 车站结构
兴国路站位于重庆中路与兴国路交叉口北侧，沿重庆中路路西设置，呈南北走向，为地下两层双岛式站台车站，车站长233.6米，标准段宽48.5米，车站地下一层为站厅层，地下二层为站台层，站台设置全高站台门。其中外侧站台为远期预留7号线使用，内侧站台为1号线站台，由于目前7号线部分由1号线贯通运营，1号线大交路列车使用外侧站台，小交路列车使用内侧站台。车站南侧轨道间设有三条单渡线，供线路贯通运营使用，北侧1号线轨道部分设有一组交叉渡线，供小交路列车折返使用。
| 地面                           | 出入口 | A、B、C、D1、D2出入口 |
| 地下一层                       | 站厅   | 客服中心、自动售票机、验票机 |
| 地下二层                       | 站台   | \| \| \| 1号线往东郭庄（南岭） \| \| 島式 · ↑開左邊车门 ↓開右邊车门 \| \| \| \| \| \| 1号线落客 \| \| \| \| 1号线往王家港（永年路） \| \| 島式 · ↑開右邊车门 ↓開左邊车门 \| \| \| \| \| \| 1号线往王家港（永年路） \| |
|                                |        | 1号线往东郭庄（南岭） |
| 島式 · ↑開左邊车门 ↓開右邊车门 |        | |
|                                |        | 1号线落客 |
|                                |        | 1号线往王家港（永年路） |
| 島式 · ↑開右邊车门 ↓開左邊车门 |        | |
|                                |        | 1号线往王家港（永年路） |

## 出入口
兴国路站共设5个出入口，各出口及周围设施如下所示：
| 编号                    | 指示                       | 建议前往的目的地 | 图片 |
| ----------------------- | -------------------------- | ---------------- | ---- |
| A · 出口                | 重庆中路(西)，兴国路(北)   |                  |      |
| B · 出口                | 重庆中路(西)，兴国路(北)   | 香蜜湖公园       |      |
| C · 出口                | 重庆中路(西)，兴国路(北)   |                  |      |
| D · 1 · 出口 · （设有） | 重庆中路(西)，兴国路(北)   |                  |      |
| D · 2 · 出口 · （设有） | 重庆中路(东)，兴国东路(北) | 石沟公园         |      |
| 图例： 设有             |                            |                  |      |

## 接驳交通

### 公交车
- 石沟：105路，112路，373路，374路，605路，606路，608路
- 兴国路重庆中路：130路

## 车站历史
本站工程名与正式站名均为兴国路站，以车站南侧的兴国路命名。
- 2019年6月16日，车站主体结构封顶[2]。
- 2020年12月24日，车站随1号线北段通车开通[1]。